# قائمة سفراء اليونيسف للنوايا الحسنة
قائمة سفراء اليونيسف للنوايا الحسنة والمحاماة، (بالإنجليزية: List of UNICEF Goodwill Ambassadors)‏. سفراء يعملون نيابة عن صندوق الأمم المتحدة للطفولة لحقوق الأطفال.

## خلفية تاريخية
داني كاي أول من شغل هذا المنصب، وتم منحه لقب السفير المتجول عام 1954. وقد تبعه مشاهير آخرون، وكانوا بمثابة سفراء دوليين أو إقليميين أو قوميين، اعتمادًا على صورتهم ومصالحهم ومستوى المسؤولية المطلوب. الهدف من البرنامج هو السماح للمشاهير الذين لديهم اهتمام واضح بقضايا اليونيسف باستخدام الشهرة لجذب الانتباه إلى القضايا المهمة. قد يأخذ هذا شكل المظاهر العامة والمحادثات، والزيارات للمناطق المضطربة، والتي تلفت الانتباه من وسائل الإعلام، واستخدام وصولها السياسي للدفاع عن قضايا اليونيسف.

## السفراء والدعاة الدوليون
سفراء اليونيسف الدولية حسب الترتيب:
- هاري بيلافونتي الولايات المتحدة (مارس 1987)
- نانا موسوري اليونان (أكتوبر 1993)
- ليون لاي هونغ كونغ (يوليو 1994)
- فانيسا ردغريف المملكة المتحدة (حزيران / يونيه 1995)
- جودي كولينز الولايات المتحدة الأمريكية (سبتمبر 1995)
- مكسيم فينجيروف روسيا (يوليو 1997)
- سوزان ساراندون الولايات المتحدة (كانون الأول / ديسمبر 1999)
- ميا فارو الولايات المتحدة (سبتمبر 2000)
- سيباستياو سالغادو البرازيل (أبريل 2001)
- فيمي كوتي نيجيريا (يونيو 2002)
- أنجيليك كيدجو بنين (يوليو 2002)
- هوبي غولدبرغ الولايات المتحدة الأمريكية (سبتمبر 2003)
- شاكيرا كولومبيا (أكتوبر 2003)
- ريكي مارتن بورتوريكو (ديسمبر 2003)
- جاكي شان هونج كونج (أبريل 2004)
- لانغ لانغ (مايو 2004)
- داني غلوفر الولايات المتحدة (سبتمبر 2004)
- ديفيد بيكهام المملكة المتحدة (يناير 2005)
- أميتاب باتشان الهند (أبريل 2005)
- الملكة رانيا من الأردن الأردن (يناير 2007)
- غافن راجاه جنوب أفريقيا (أغسطس 2007)
- برلينر فيلهارمونيكر ألمانيا (نوفمبر 2007)
- سايمون راتل المملكة المتحدة (نوفمبر 2007)
- بيونة الجزائر (نوفمبر 2012)
- إسماعيل بيه سيراليون (نوفمبر 2007)
- ميونغ-وهون تشونغ كوريا الجنوبية (أبريل 2008)
- ماريا غوليغينا اوكرانيا (فبراير 2009)
- أورلاندو بلوم المملكة المتحدة (أكتوبر 2009)
- ليونيل ميسي الأرجنتين (مارس 2010)
- يونا كيم كوريا الجنوبية (يوليو 2010)
- ليام نيسون المملكة المتحدة (مارس 2011)
- سيرينا ويليامز الولايات المتحدة الأمريكية (سبتمبر 2011)
- كاتي بيري الولايات المتحدة (ديسمبر 2013)
- نوفاك ديوكوفيتش صربيا (أغسطس 2015)
- بريانكا شوبرا الهند (ديسمبر 2016)
- ليلي سينغ كندا (يوليو 2017)

## السفراء السابقون
كان داني كاي (1913-1987) أول سفير مشهور لدى اليونيسف.
حسب الترتيب:
- داني كاي الولايات المتحدة (1954)
- بيتر أوستينوف المملكة المتحدة (1968)
- ريتشارد أتينبورو المملكة المتحدة (أكتوبر 1987)
- أودري هيبورن المملكة المتحدة (1989)
- يوسو ندور السنغال (أبريل 1991)
- روجر مور المملكة المتحدة (أغسطس 1991)
- يوهان أولاف كوس النرويج (ديسمبر 1994)
- فنديلا كيرسيبوم السويد (مايو 1996)
- جورج وياه ليبيريا (أبريل 1997)
- جيسيكا لانج الولايات المتحدة (يونيو 2003)
- روجيه فيدرر سويسرا (أبريل 2006)
- ماركو أنطونيو سوليس المكسيك (متقاعد في يناير 2010 ، بسبب عدم مسؤولية والديه)

## السفراء الإقليميون
حسب الترتيب:

### جنوب آسيا
- الهند عامر خان (أكتوبر 2014)
- الهند ساشين تيندولكار (نوفمبر 2013)
- وسط وشرق أوروبا ورابطة الدول المستقلة
- روسيا اناتولي كاربوف (يونيو 1988)
- سلوفينيا ميلينا زوبانيتش (1998)

### وسط وشرق أوروبا ورابطة الدول المستقلة
- روسيا اناتولي كاربوف (يونيو 1988)
- سلوفينيا ميلينا زوبانيتش (1998)

### أمريكا اللاتينية
- الأرجنتين دييجو توريس (نوفمبر 2006)
- فنزويلا ريكاردو مونتانير (نوفمبر 2007)

### الشرق الأوسط وشمال أفريقيا
انضم السفير الإقليمي محمود قابيل إلى لعبة شد الحبل في مركز التوعية التابع لليونيسف / انترسوس.
- مصر محمود قابيل (يناير 2004)
- لبنان نانسي عجرم (أكتوبر 2009)
- السعودية فهد العلي المحمد آل جوفي (أكتوبر 2015)

### شرق وجنوب إفريقيا
- جنوب أفريقيا إيفون شاكا شاكا (أبريل 2005)
- جنوب أفريقيا زولا (نوفمبر 2006)
- مدغشقر الاسم ستة (مايو 2007)
- زمبابوي أوليفر متوكودزي (يونيو 2011)

### الدول الفرنكوفونية
- فرنسا باتريك بوفر دريفور (يناير 2007)

### شرق آسيا والمحيط الهادئ
المكتب الإقليمي لليونيسيف في منطقة شرق آسيا والمحيط الهادئ:
- هونج كونج ميريام يونغ (أكتوبر 2009)
- هونغ كونغ آرون كوك (أكتوبر 2011)